# Martin O’Neill
Martin Hugh Michael O’Neill (* 1. März 1952 in Kilrea, Nordirland) ist ein ehemaliger nordirischer Fußballspieler, der zudem Kapitän in der Nationalmannschaft seines Landes war. Danach betreute er als Trainer Klubs wie Leicester City, Celtic Glasgow, Aston Villa und AFC Sunderland. Von 2013 bis 2018 war er Trainer der irischen Nationalmannschaft.

## Jugendzeit
O’Neill spielte neben herkömmlichem Fußball – im Vereinigten Königreich auch „Association Football“ genannt – in seiner Jugendzeit auch Gaelic Football und gewann dabei 1970 für das St. Malachy's College in Belfast den „MacRory Cup“. Er machte dann erstmals als Fußballer auf sich aufmerksam, als er für „Distillery“ (heute als „Lisburn Distillery“ bekannt) spielte. Er widersetzte sich damit einer Regel des Gaelischen Fußballverbands „GAA“ (Gaelic Athletic Association), die eine Teilnahme an „fremden Sportarten“ verbot. Durch den daraus resultierenden Streit steigerte sich O’Neills Bekanntheitsgrad weiter. Nachdem er seine Schulausbildung am St. Columb's College in Derry abgeschlossen hatte, begann er ein Jurastudium an der Queen's University of Belfast. Während dieser Zeit wurde er von einem Talentscout von Nottingham Forest entdeckt, wo er dann 1971 einen Vertrag unterschrieb und sein Studium beendete. Er studierte weiter an der Nottingham University, von der er sein Diplom (B.A.) erhielt.

## Spielerlaufbahn
O’Neill entwickelte sich in Nottingham zunächst nur sehr langsam. Dies änderte sich grundlegend, als 1975 der legendäre Brian Clough das Traineramt im City-Ground-Stadion übernahm. Als Schlüsselspieler im Mittelfeld begleitete O’Neill die beste Zeit des Vereins, die mit dem Aufstieg aus der zweitklassigen Second Division in die erstklassige First Division begann und sich mit dem Gewinn der englischen Meisterschaft und des Ligapokals 1978 fortsetzte. Gekrönt wurde diese Entwicklung in den folgenden Jahren, als Nottingham mit O’Neill den Europapokal der Landesmeister 1978/79 und 1979/80 sowie erneut 1979 den Ligapokal erringen konnte. Nach einer weniger guten Saison in der First Division wechselte O’Neill 1981 zu Norwich City.
Für die nordirische Nationalmannschaft kam er insgesamt zu 64 Länderspielen – in denen ihm acht Tore gelangen – und führte sein Team als Mannschaftskapitän zur Fußball-Weltmeisterschaft 1982 nach Spanien, wo man sogar überraschend den Gastgeber in Valencia besiegen konnte. Auf Vereinsebene spielte er später für zumeist kurze Zeit noch für Norwich City, Manchester City, Notts County, FC Chesterfield und den FC Fulham, bevor er 1985 seine aktive Fußballerlaufbahn beendete.

## Trainerlaufbahn
O’Neill begann 1987 seine erste Trainertätigkeit bei „Grantham Town“. Nach einem weiteren kurzen Aufenthalt bei „Shepshed Charterhouse“ betreute er mit den Wycombe Wanderers einen ambitionierten Amateurverein, den er 1993 – nach einem spannenden und teilweise unfair ausgetragenen Meisterschaftskampf gegen den von Roy McDonough trainierten Verein Colchester United – in den Profifußball führte. Später übernahm er kurz die Leitung von Norwich City, trat jedoch wieder zurück, bevor sich die Auswirkungen seiner Arbeit zeigen konnten.
Zur zweiten Hälfte der Saison 1995/96 wurde er von Leicester City verpflichtet. Mit seinem neuen Verein stieg er in der ersten Spielzeit über die Play-off-Spiele in die Premier League auf und hielt den Klub im folgenden Jahr in der oberen Tabellenhälfte der obersten englischen Spielklasse. Weitere Erfolge waren für O’Neill mit Leicester die beiden Ligapokalsiege in den Jahren 1997 und 2000. Er stand während dieser Zeit kurz vor einem Wechsel zu Leeds United, der jedoch letztlich nicht zustande kam, was möglicherweise auch auf eine breit angelegte Aktion des Leicester-Anhänger („Don't go Martin!“) zurückzuführen war.
Im Jahr 2000 verließ O’Neill Leicester schließlich und übernahm als Nachfolger von John Barnes und Kenny Dalglish den Trainerposten bei Celtic Glasgow. Er gewann dort sofort das „Triple“ aus schottischer Meisterschaft, Scottish FA Cup und schottischem Ligapokal und erreichte mit Celtic das Endspiel im UEFA-Pokal. Er gewann mit Celtic Glasgow in seinen fünf Trainerjahren drei Meisterschaften, drei schottische Pokaltrophäen einen Ligapokal, womit er mit sieben Titeln gleich viele Titel wie sein Hauptkonkurrent Alex McLeish von den Glasgow Rangers gesammelt hatte. Sein alter Verein Leicester City stieg nach seinem Weggang zweimal aus der Premier League ab.
Während der gesamten Zeit O’Neills in Glasgow wurde er regelmäßig, im Falle einer vakanten Stelle, mit einer möglichen Trainerbeschäftigung in der Premier League in Verbindung gebracht. Umso größer war dann die Überraschung, als er zum Abschluss der Saison 2004/05 – nach dem Pokalfinale gegen Dundee United – seine Tätigkeit bei Celtic beendete, um für seine Ehefrau Geraldine da zu sein, die an einem malignen Lymphom erkrankt war.
Ab Juni 2006 mehrten sich Gerüchte über eine neue Beschäftigung von O’Neill. Dabei wurde er als Nachfolgerkandidat von Guus Hiddink als australischer Nationaltrainer und von Sven-Göran Eriksson als englischer Trainer gehandelt, wobei im zweiten Fall die Wahl auf Steve McClaren fiel und O’Neill nachträglich sein Bedauern äußerte, kein Angebot erhalten zu haben. Auch bei Newcastle United und dem FC Middlesbrough war er ein möglicher Kandidat für die jeweils frei gewordenen Stelle, was im Falle von Middlesbrough daran scheiterte, dass O’Neill nur an vier Tage in der Woche zu arbeiten bereit war. Im August 2006 wurde er von Aston Villa verpflichtet, nachdem er während der WM 2006 als Experte für die BBC gearbeitet hatte. Am 9. August 2010 trat er als Cheftrainer von Aston Villa zurück.
Nach über einem Jahr ohne Trainerposten trat O’Neill am 3. Dezember 2011 die Nachfolge des entlassenen Steve Bruce beim englischen Erstligisten AFC Sunderland an. Nach der 0:1-Niederlage gegen Manchester United wurde er am 30. März 2013 entlassen, da der Vorsprung auf den ersten Abstiegsplatz nur noch einen Punkt betrug und die Mannschaft aus den letzten acht Premier-League-Spielen nur zwei Punkte geholt hatte.
Im November 2013 wurde O’Neill Trainer der irischen Nationalmannschaft. Mit ihr qualifizierte er sich für die Europameisterschaft 2016, wo sie das Achtelfinale erreichten. Nach dem Abstieg aus der Liga B der UEFA Nations League im November 2018 gaben O’Neill und der irische Verband ihre Trennung bekannt. Im Januar 2019 übernahm O’Neill als Nachfolger von Aitor Karanka den Trainerposten bei seinem ehemaligen Klub Nottingham Forest, der zu diesem Zeitpunkt auf dem neunten Tabellenplatz der Football League Championship lag. Nachdem es ihm nicht gelungen war, die Play-off-Plätze zu erreichen, auf die er bei Übernahme vier und am Saisonende acht Punkte Rückstand hatte, wurde er bereits ein halbes Jahr nach Amtsantritt in der Sommerpause 2019 wieder entlassen und durch Sabri Lamouchi ersetzt.

## Wissenswertes
O’Neill verfolgt intensiv bedeutende Kriminalfälle und besuchte dabei einige der berüchtigtsten britischen Gerichtsprozesse, darunter die Verhandlungen der Fälle des „Yorkshire Ripper“ und von Donald Neilson. Seine Faszination begann nach eigener Aussage im Jahre 1961 mit dem Fall von James Hanratty.
Für seine Verdienste im Sport wurde O’Neill 2004 mit dem Order of the British Empire als „OBE“ ausgezeichnet. Im Juli 2017 wurde ihm die Ehrendoktorwürde der University of Ulster verliehen.

## Erfolge
als Spieler
- Europapokalsieger der Landesmeister: 1979, 1980
- Supercup-Gewinner: 1980
- Englischer Meister: 1978
- Englischer Ligapokalsieger: 1978, 1979

als Trainer
- Schottischer Meister: 2001, 2002, 2004
- Schottischer Pokalsieger: 2001, 2004, 2005
- Schottischer Ligapokalsieger: 2001
- Englischer Ligapokalsieger: 1997, 2000